# النیف
النیف (به فرانسوی: Alnif) یک منطقهٔ مسکونی در مراکش است که در مکناس تافیلالت واقع شده‌است.

## خصوصیات
النیف ۳٬۱۷۰ نفر جمعیت دارد.